# Haplochromis victorianus
Haplochromis victorianus är en fiskart som först beskrevs av Pellegrin, 1904.  Haplochromis victorianus ingår i släktet Haplochromis och familjen Cichlidae. IUCN kategoriserar arten globalt som akut hotad. Inga underarter finns listade i Catalogue of Life.